# Sigismondo Gonzaga

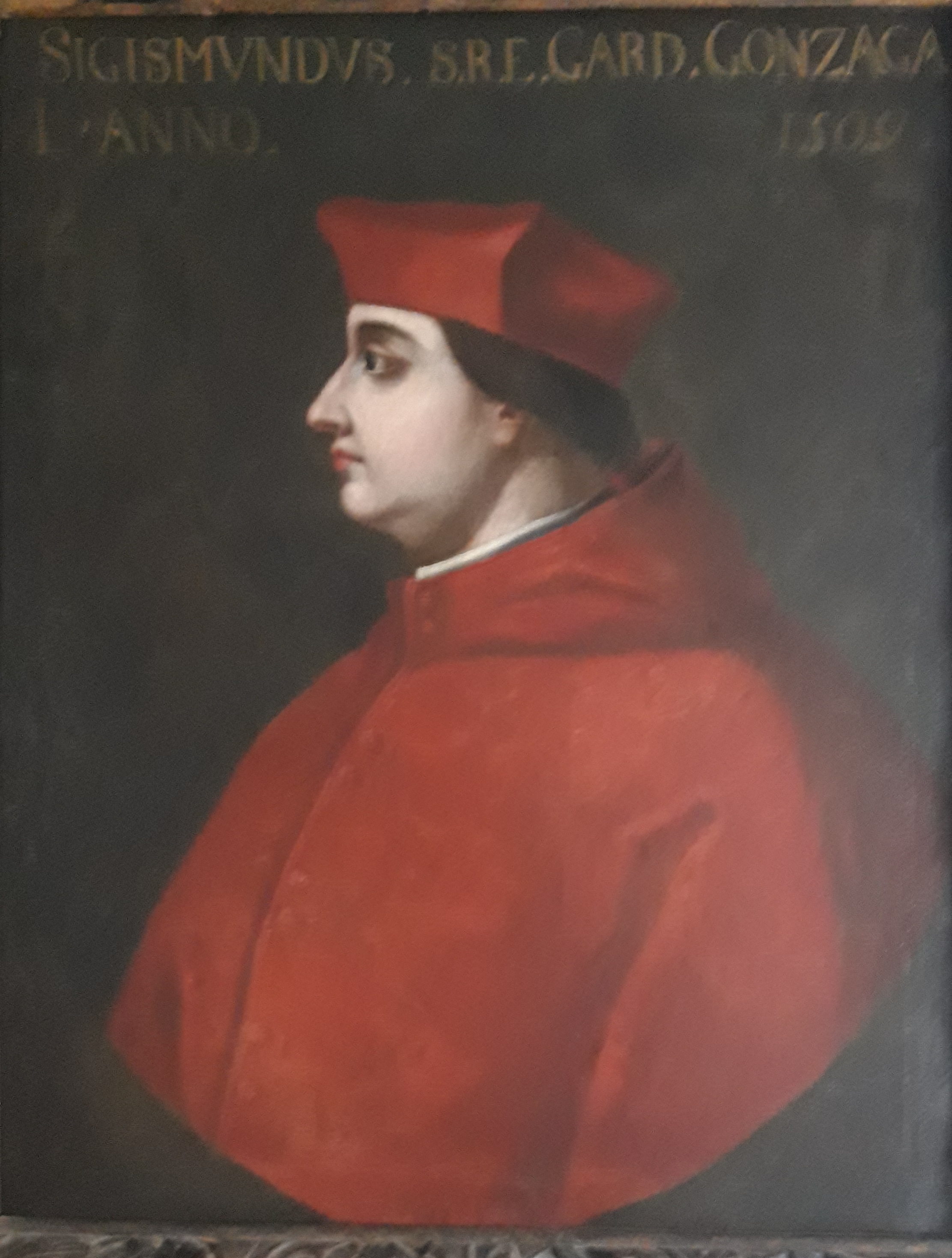
Ritratto del Cardinale Sigismondo Gonzaga, olio su tela, 1509

Sigismondo Gonzaga (Mantova, 1469 – Mantova, 3 ottobre 1525) è stato un cardinale italiano.

## Biografia

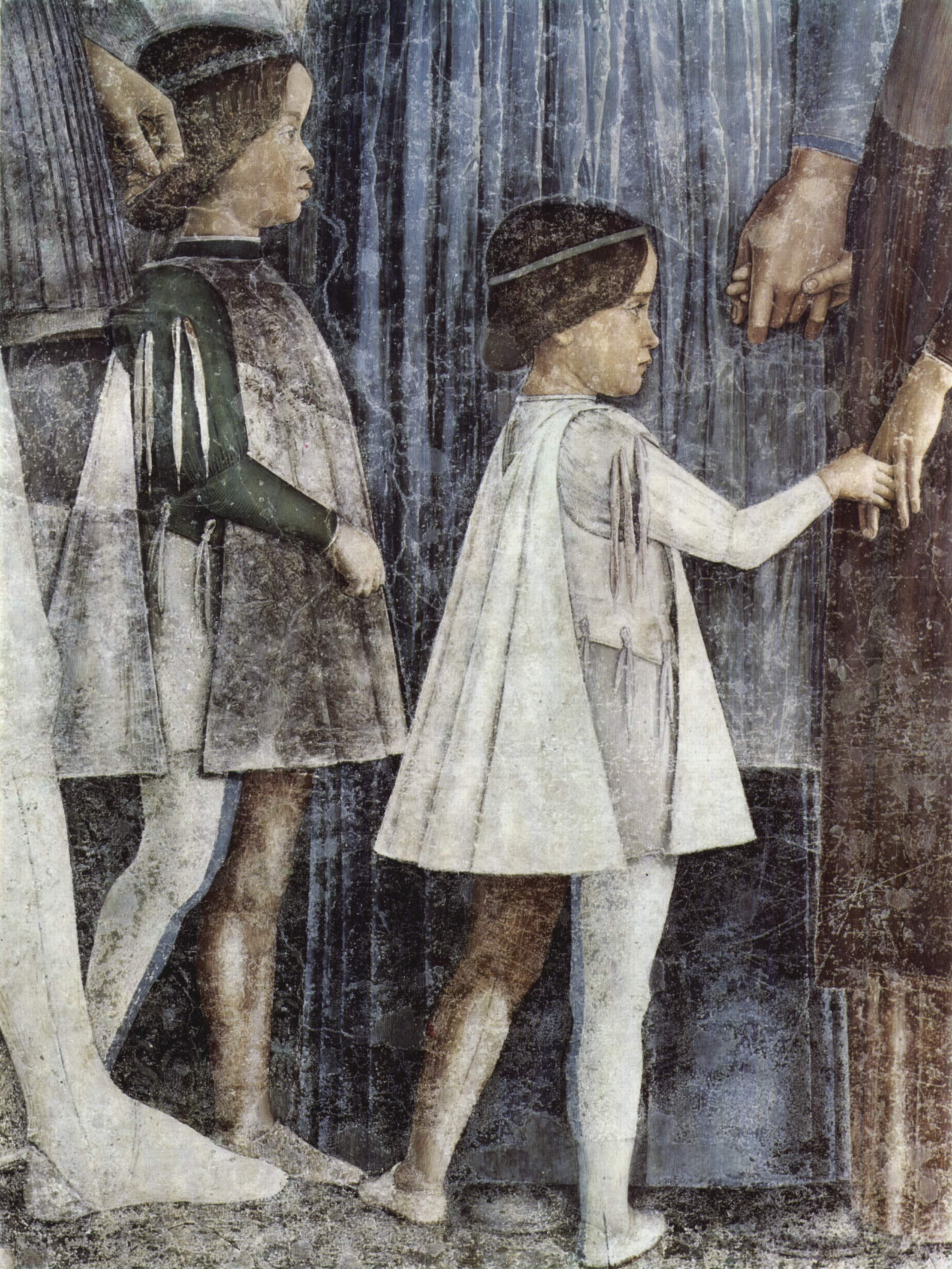
Andrea Mantegna, Mantova Camera degli Sposi, il futuro cardinale Sigismondo Gonzaga in abito bianco

Terzogenito dei sei figli di Federico I Gonzaga, marchese di Mantova, e di Margherita di Baviera, Sigismondo Gonzaga nacque a Mantova nel 1469 e venne ben presto avviato alla carriera ecclesiastica al punto da ricevere già nel 1479 la tonsura.
Malgrado le intenzioni dei genitori, ad ogni modo, egli ebbe modo anche di distinguersi nella carriera militare comandando le truppe di suo fratello Francesco in assistenza dell'imperatore Massimiliano I d'Asburgo. Primicerio ed abate commendatario di Sant'Andrea a Mantova, si dimise da tali incarichi in favore di suo zio Francesco e divenne in cambio protonotario apostolico della curia romana.
Papa Giulio II lo elevò al rango di cardinale diacono nel concistoro del 1º dicembre 1505, il suo nome venne pubblicato tra quello degli altri cardinali il 12 dicembre successivo. Il 17 dicembre di quello stesso anno ottenne la berretta cardinalizia ed il titolo di Santa Maria Nuova, oltre all'incarico di protettore dell'Ordine dei Carmelitani.
Nel 1511 venne nominato amministratore apostolico della diocesi di Mantova rinunciandovi il 10 maggio 1521 in favore del nipote Ercole Gonzaga.
Durante questi anni del suo episcopato egli seppe guadagnarsi la stima anche dei cardinali scismatici che senza successo tentavano di attirarlo dalla loro parte; egli invece sostenne strenuamente i diritti di Giulio II contro gli attacchi del Concilio di Pisa. Legato per le armi della Lega nel 1512, in quello stesso anno divenne legato a Bologna rimpiazzando il cardinale Giovanni de' Medici che ricopriva tale carica dal 1511 ma che era stato fatto prigioniero dai francesi durante la battaglia di Ravenna del 1512; il cardinale Gonzaga entrò in città come legato il 13 luglio 1512 e cedette l'incarico nuovamente al cardinale de Medici quando questi venne rilasciato l'anno successivo, preferendo quindi ritirarsi nella residenza paterna di Mantova.
Sigismondo Gonzaga prese parte al conclave del 1513 che elesse papa il predetto Giovanni de' Medici col nome di Leone X, il quale ricompensò il cardinale con il feudo di Solarolo nel 1514. Dal 1508 al 1514 il Gonzaga venne nominato legato apostolico della Marca Anconitana (a Macerata completò il Palazzo dei Governatori) e legato a latere per Mantova.
Prese poi parte al conclave del 1521-1522 che elesse papa Adriano VI e nuovamente a quello del 1523 che elesse Clemente VII. Amministratore della sede di Aversa dall'inizio del 1524, diede le dimissioni da questo incarico il 1º luglio di quell'anno.

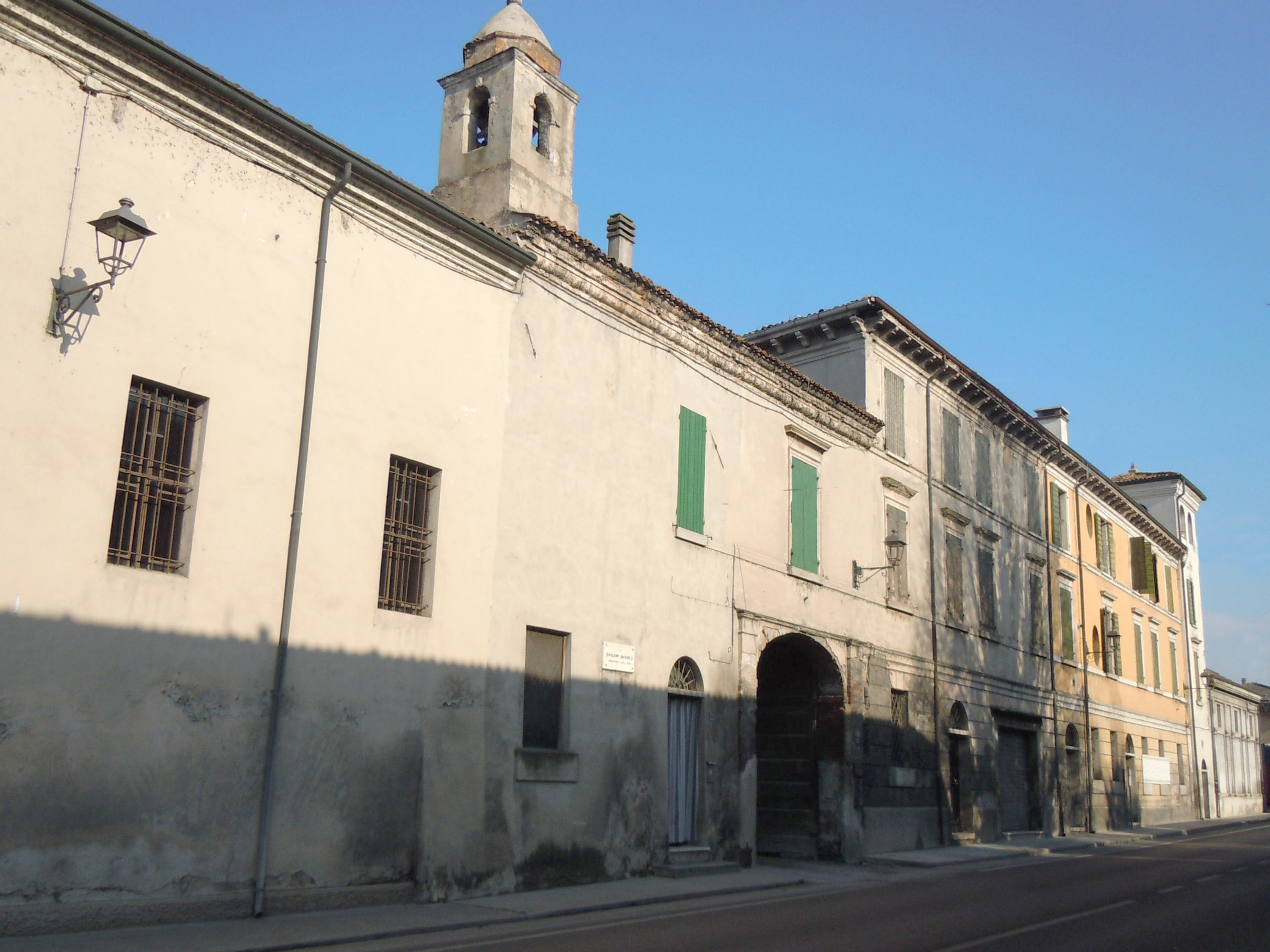
Marengo, Palazzo Custoza.

Nel 1502, mentre ricopriva la carica di preposito dell'abbazia di San Benedetto Po, iniziò la costruzione del palazzo in frazione Marengo di Marmirolo, ora conosciuto come Palazzo Custoza.
Fu amante delle arti e raffinato collezionista di medaglie. Commissionò opere di valore a Lorenzo Lotto e allo scultore mantovano Pier Jacopo Alari Bonacolsi.
Morì il 3 ottobre 1525 all'età di 56 anni e venne sepolto il 13 ottobre di quello stesso anno nella cattedrale di San Pietro a Mantova.
Papa Clemente VII inviò alla famiglia del marchese di Mantova una lettera personale di condoglianze per la perdita del prezioso cardinale proprio in occasione dei funerali del prelato. Le spoglie di Sigismondo Gonzaga vennero successivamente trasferite nella nuova cattedrale di Mantova per interessamento del vescovo Francesco Gonzaga.

## Ascendenza
|                                  |                           |                                     | Genitori                           |  |  | Nonni |  |  | Bisnonni              |  |  | Trisnonni           |  |
|                                  |                           |                                     |                                    |  |  |       |  |  | Gianfrancesco Gonzaga |  |  | Francesco I Gonzaga |  |
|                                  |                           |                                     |                                    |  |  |       |  |  | Gianfrancesco Gonzaga |  |  | Francesco I Gonzaga |  |
|                                  |                           | Margherita Malatesta                |                                    |  |  |       |  |  | Gianfrancesco Gonzaga |  |  |                     |  |
| Ludovico III Gonzaga             |                           |                                     |                                    |  |  |       |  |  | Gianfrancesco Gonzaga |  |  |                     |  |
|                                  |                           | Paola Malatesta                     | Malatesta IV Malatesta             |  |  |       |  |  |                       |  |  |                     |  |
|                                  |                           | Paola Malatesta                     | Malatesta IV Malatesta             |  |  |       |  |  |                       |  |  |                     |  |
|                                  |                           | Paola Malatesta                     | Elisabetta da Varano               |  |  |       |  |  |                       |  |  |                     |  |
| Federico I Gonzaga               |                           | Paola Malatesta                     |                                    |  |  |       |  |  |                       |  |  |                     |  |
|                                  |                           | Giovanni l'Alchimista               | Federico I di Brandeburgo          |  |  |       |  |  |                       |  |  |                     |  |
|                                  |                           | Giovanni l'Alchimista               | Federico I di Brandeburgo          |  |  |       |  |  |                       |  |  |                     |  |
|                                  |                           | Giovanni l'Alchimista               | Elisabetta di Baviera-Landshut     |  |  |       |  |  |                       |  |  |                     |  |
| Barbara di Brandeburgo           |                           | Giovanni l'Alchimista               |                                    |  |  |       |  |  |                       |  |  |                     |  |
|                                  |                           | Barbara di Sassonia-Wittenberg      | Rodolfo III di Sassonia-Wittenberg |  |  |       |  |  |                       |  |  |                     |  |
|                                  |                           | Barbara di Sassonia-Wittenberg      | Rodolfo III di Sassonia-Wittenberg |  |  |       |  |  |                       |  |  |                     |  |
|                                  |                           | Barbara di Sassonia-Wittenberg      | Barbara di Legnica                 |  |  |       |  |  |                       |  |  |                     |  |
| Sigismondo Gonzaga               |                           | Barbara di Sassonia-Wittenberg      |                                    |  |  |       |  |  |                       |  |  |                     |  |
|                                  | Ernesto di Baviera-Monaco | Giovanni II di Baviera              |                                    |  |  |       |  |  |                       |  |  |                     |  |
|                                  | Ernesto di Baviera-Monaco | Giovanni II di Baviera              |                                    |  |  |       |  |  |                       |  |  |                     |  |
|                                  | Ernesto di Baviera-Monaco | Caterina di Gorizia                 |                                    |  |  |       |  |  |                       |  |  |                     |  |
| Alberto III di Baviera           | Ernesto di Baviera-Monaco |                                     |                                    |  |  |       |  |  |                       |  |  |                     |  |
|                                  |                           | Elisabetta Visconti                 | Bernabò Visconti                   |  |  |       |  |  |                       |  |  |                     |  |
|                                  |                           | Elisabetta Visconti                 | Bernabò Visconti                   |  |  |       |  |  |                       |  |  |                     |  |
|                                  |                           | Elisabetta Visconti                 | Regina della Scala                 |  |  |       |  |  |                       |  |  |                     |  |
| Margherita di Baviera            |                           | Elisabetta Visconti                 |                                    |  |  |       |  |  |                       |  |  |                     |  |
|                                  |                           | Erich I di Braunschweig-Grubenhagen | Alberto I di Brunswick-Grubenhagen |  |  |       |  |  |                       |  |  |                     |  |
|                                  |                           | Erich I di Braunschweig-Grubenhagen | Alberto I di Brunswick-Grubenhagen |  |  |       |  |  |                       |  |  |                     |  |
|                                  |                           | Erich I di Braunschweig-Grubenhagen | Agnese I di Brunswick-Lüneburg     |  |  |       |  |  |                       |  |  |                     |  |
| Anna di Braunschweig-Grubenhagen |                           | Erich I di Braunschweig-Grubenhagen |                                    |  |  |       |  |  |                       |  |  |                     |  |
|                                  |                           | Elisabetta di Brunswick-Göttingen   | Ottone I di Brunswick-Göttingen    |  |  |       |  |  |                       |  |  |                     |  |
|                                  |                           | Elisabetta di Brunswick-Göttingen   | Ottone I di Brunswick-Göttingen    |  |  |       |  |  |                       |  |  |                     |  |
|                                  |                           | Elisabetta di Brunswick-Göttingen   | Margherita di Berg                 |  |  |       |  |  |                       |  |  |                     |  |
|                                  |                           | Elisabetta di Brunswick-Göttingen   |                                    |  |  |       |  |  |                       |  |  |                     |  |

## Stemma
| Immagine | Blasonatura |
| -------- | --- |
| \| \|    | Sigismondo Gonzaga Cardinale D'argento, alla croce patente di rosso accantonata da quattro aquile di nero dal volo abbassato; sul tutto, inquartato: nel primo e nel quarto di rosso al leone dalla coda doppia d'argento, armato e lampassato d'oro, coronato e collarinato dello stesso; nel secondo e nel terzo fasciato d'oro e di nero (Gonzaga di Mantova). Lo scudo, accollato a una croce astile patriarcale d'oro, posta in palo, è timbrato da un cappello con cordoni e nappe di rosso. Le nappe, in numero di trenta, sono disposte quindici per parte, in cinque ordini di 1, 2, 3, 4, 5. Motto: CROCODILI LACRYMAE |
|          | |